# Новый музей (Берлин)
Новый музей (нем. Neues Museum) — художественный музей в Берлине, район Митте. Одно из зданий Музейного комплекса на «Острове Музеев» (Museumsinsel). Построенный по поручению короля Пруссии Фридриха Вильгельма IV между 1843 и 1855 годами в стиле позднего прусского классицизма и неоренессанса, Новый музей считается главным произведением ученика Карла Шинкеля Фридриха Августа Штюлера и важным образцом музейной архитектуры XIX века.
После разрушения во время Второй мировой войны и пришедший в упадок в Восточной Германии в 1999—2009 годах музей был восстановлен с сохранением уцелевших фрагментов британским архитектором Дэвидом Чипперфилдом.
Ко времени торжественного открытия Нового музея 16 октября 2009 года части коллекции, переданные в своё время в Западный Берлин, вернулись на своё исконное место. В настоящее время здесь располагаются Египетский музей и собрание папирусов со знаменитым бюстом Нефертити, Музей доисторического периода и ранней истории, а также часть собрания классических древностей.
В 2014 году здание музея было признано одним из исторических памятников инженерно-архитектурного искусства Германии. В 2019 году Новый музей посетили 828 000 человек, что сделало его самым посещаемым из государственных музеев. Новый музей является объектом Всемирного наследия ЮНЕСКО.

## История
Необходимость строительства второго музея на Музейном острове возникла в связи с нехваткой площадей в Старом музее. В Новом музее предполагалось разместить коллекции гипсовых слепков, Египетского музея, Музея отечественных древностей, этнографической коллекции и гравюрного кабинета. Строительные работы начались 19 июня 1841 года под руководством комиссии, назначенной королём Пруссии Фридрихом Вильгельмом IV. В состав комиссии, в частности, входили генеральный директор Королевских музеев Берлина Игнац фон Ольферс и архитектор Фридрих Август Штюлер. Проект здания музея король Фридрих Вильгельм и кабинет министров поручили разработать Ф. А. Штюлеру 8 марта 1841 года. Строительные работы начались 19 июня 1841 года. 6 апреля 1843 года состоялась торжественная закладка первого камня на уже заложенный до цокольного этажа фундамент. В 1855 году была закончена соединительная галерея со Старым музеем.
Когда музей был открыт на первом этаже находились египетская, «патриотическая» и этнографическая коллекции. На первом этаже также разместились коллекции гипсовых слепков скульптур греческой и римской античности, византийского искусства, романского стиля, готики, ренессанса и классицизма. Второй этаж делили графический кабинет и так называемая «Кунсткамера», коллекция архитектурных макетов, мебели, глиняных и стеклянных сосудов, церковных предметов и небольших произведений искусства средневековья и современности.
В 1875 году недавно основанный Музей художественных ремёсел принял оставшиеся почти 7000 экспонатов из Кунсткамеры. Освободившиеся комнаты на первом этаже заняла Египетская коллекция, а комнаты на втором этаже занял Кабинет гравюр и рисунков. В 1886 году в собственное здание переехал Этнографический музей. Уникальная коллекция гипсовых слепков, которая была в центре внимания во время строительства, выросла в течение XIX века и стала одной из крупнейших и наиболее полных коллекций слепков в Европе. Однако из-за изменения отношений к копиям в музеях эта коллекция, за исключением больших статуй в период с 1916 по 1920 год была передана Берлинскому университету. Коллекция ваз Музея древностей и коллекция папирусов Египетского музея были перемещены в залы первого этажа.
Ремонт на первом этаже в 1919—1923 годах привёл к серьезным вмешательствам в структуру здания. В греческом дворе была снесена апсида, двор был перекрыт стеклянной крышей, а на уровне первого этажа было создано несколько залов и кабинетов для размещения коллекции египетских древностей Амарны. В 1929 году был построен переход к Пергамскому музею.
Музей был закрыт в начале Второй мировой войны в 1939 году. Экспонаты укрыты в специальных хранилищах.
Здание Нового музея серьёзно пострадало во время Второй мировой войны и десятилетиями оставалось в разрушенном состоянии, прослыв «самыми красивыми руинами Берлина». Восстановление здания было начато в 1986 году. Во время налётов союзной авиации 19 ноября 1943 года сгорела центральная лестница с настенными фресками на тему истории человечества. В феврале 1945 года бомбы разрушили северо-западное крыло и переход к Старому музею, повредили юго-западное крыло и юго-восточный ризалит. Дальнейшие разрушения произошли в битве за Берлин между частями вермахта и СС и советскими войсками в конце апреля 1945 года.
Подлинные фрагменты из руин здания были сохранены для запланированной реконструкции, которая была начата в 1986 году правительством Восточной Германии, но была остановлена после падения Берлинской стены и воссоединения страны. Многие исторические части были утеряны.
В 1997 году проект воссоздания музея был возобновлён. Руководителем работ был назначен британский архитектор Дэвид Чипперфилд. Оставшиеся фрагменты здания были вывезены и помещены на хранение. В июне 2003 года уполномоченный федерального правительства по делам культуры и средств массовой информации Кристина Вайс заявила по случаю церемонии начала реконструкции музея, что генеральный план «призван подчеркнуть здание как историческое наследие, логично направить поток множества посетителей и подготовить… современную инфраструктуру». В марте 2009 года музей ненадолго открылся для публики в пустом здании, экспонаты ещё не были установлены. 16 октября 2009 года музей официально был открыт.
Росписи Вильгельма фон Каульбаха
В 1845 году Король Пруссии Фридрих Вильгельм IV поручил знаменитому в своё время художнику Вильгельму фон Каульбаху росписи стен вестибюля (парадной лестницы) здания Нового музея. Вестибюль имел длину 38 метров, ширину 15,7 метра и высоту 20,2 метра, парадная лестница объединяла два этажа, что сделало вестибюль самым большим помещением музея. Фридрих Вильгельм сам составлял иконографическую программу росписей, привлекая генерального директора Королевских музеев Игнаца фон Ольферса, а также Александра фон Гумбольдта, Фридриха Шеллинга и других интеллектуалов того времени.
Основная идея программы росписей сложилась под влиянием гегелевской философии истории и общего мировоззрения периода историзма в литературе и живописи. Она заключалась в том, чтобы по аналогии с библейскими шестью днями Творения представить шесть главных поворотных моментов мировой истории. Между королем и художником возникла многолетняя дискуссия о том, какие моменты мировой истории должны быть изображены. В результате возникло шесть программных сюжетов: «Вавилонская башня» (Вавилонское столпотворение), «Гомер и греки» (Победа греков при Саламине), «Разрушение Иерусалима Титом», «Битва гуннов», «Крестоносцы у стен Иерусалима», «Эпоха Реформации» (в разных источниках названия различаются).
Композиции составляли фриз около 75 метров в длину, опоясывающий верхний ярус вестибюля. Ширина отдельных картин составляла около 7,5 метра, высота 6,7 метра. Основная часть работы выполнялась учениками и помощниками Каульбаха по его картонам с 1847 по 1866 год. Росписи (их неверно называют фресками) создавали в особой технике, разработанной Каульбахом на основе стереохромии: клеевыми (частично восковыми) красками по сухой штукатурке с последующим защитным покрывным слоем «жидкого стекла» (водного раствора силикатов натрия и калия), который после застывания образует глянцевитую поверхность. Картины в Новом музее были первым широкомасштабным применением этой технологии. Работы по оформлению вестибюля затянулись до 1866 года. Каульбах повторял основные композиции в картинах маслом. С картонов росписей были сделаны гравюры, но сами росписи не сохранились. Во время Второй мировой войны, в результате налётов англо-американской авиации 22—23 ноября 1943 года сгорел вестибюль музея и все росписи погибли.

## Архитектура
Создатель здания немецкий архитектор и градостроитель Берлина периода историзма Фридрих Август Штюлер был учеником и последователем Карла Фридриха Шинкеля. С 1840 года при короле Пруссии Фридрихе Вильгельме IV для Штюлера открылась важная сфера деятельности, в 1842 году он был назначен «Королевским архитектором». Строительная программа нового короля основывалась на возвращении архитектуры к мотивам раннехристианских и романских построек. Во время совместной поездки с королём в Италию зимой 1858—1859 годов Штюлер испытал влияние архитектуры итальянского средневековья и периода кватроченто. По возвращении в Берлин он использовал эти впечатления во многих проектах и постройках.
В 1861 году Штюлер рассказывал о сотрудничестве с королём: «В отношении большинства зданий король не был удовлетворён тем, что ставил перед художником задачи и оставлял их на произвол судьбы, он любил набрасывать основную идею зданий, которые должны были быть реализованы, более или менее проработаны, в небольшом масштабе, и только дальнейшую разработку доверял архитектору».
Новый музей в творчестве Штюлера и архитектуре прусского историзма имел особое значение прежде всего благодаря его просветительской функции. Более того, здание оказалось важным памятником истории строительных технологий. Вслед за экспериментами Шинкеля его ученик также стал широко использовать железные конструкции, оставляя их открытыми даже в интерьерах и совмещая их с «историческим» неоренессансным орнаментом. Это первое монументальное здание Пруссии, в котором последовательно применены новые методы, ставшие возможными благодаря индустриализации. Низкое качество земли на строительной площадке вблизи реки Шпрее потребовало забивки большого количества свай. Для этого впервые в Берлине использовали паровой двигатель.
Новый музей имеет прямоугольный план (105 Х 40 м), ориентированный с севера на юг. Здание почти перпендикулярно Старому музею, между ними находится улица Бодештрассе. Мост, соединяющий два музея (разрушенный во время Второй мировой войны), имел ширину 6,9 м и длину 24,5 м и поддерживался тремя арками. Главная лестница располагалась в центре здания.
Три основных крыла окружают два внутренних двора: «греческий» и «египетский». Северный египетский двор с самого начала был покрыт стеклянным потолком, а южный греческий был перекрыт стеклянной крышей между 1919 и 1923 годами. Общая симметрия композиции, переплёты окон «жёсткого рисунка», треугольный фронтон с акротериями и дорическая колоннада первого этажа являются характерными признаками стиля «прусского эллинизма», созданного в Берлине архитектором Шинкелем и его школой.

## Методика реконструкции музея и критика проекта
При восстановлении здания предполагалось, что сохранившиеся элементы — колонны, капители, карнизы, перекрытия, росписи будут включены в новую постройку. Большую лестницу с росписями Каульбаха также планировалось восстановить с использованием оригинальных картонов, хранящихся в Национальной галерее. К 2009 году был разработан генеральный план комплексной реконструкции Острова музеев. В любом случае здание должно было представлять собой памятник своему первому строителю Фридриху Августу Штюлеру, согласно желанию которого «всё должно было образовать центр высших интеллектуальных интересов народа, что никакая другая столица не смогла бы сделать».
На церемонии открытия музея канцлер Германии Ангела Меркель назвала работу архитектора Чипперфилда «впечатляющей и необычной», а музей — «одним из самых важных музейных зданий в истории европейской культуры». Однако проект Чипперфилда стал предметом критики со стороны тех, кто предпочитал точную реконструкцию оригинального проекта XIX века. В 2008 году члены «Общества исторического Берлина» (Die Gesellschaft Historisches Berlin) подвергли критике не только новую конструкцию входа в музей, но и основную идею проекта. В петиции, поданной в Бундестаг Германии в марте 2006 года, насчитывающей более 14 000 подписей, Общество выступило против строительства стеклянного входного здания, первоначально запланированного в 2001 году по проекту Дэвида Чипперфилда. В качестве главного аргумента приводилась потенциальная утрата Музейным островом статуса Всемирного наследия в результате проектирования нового здания. Общество требовало восстановить фасады и главную лестницу в их первоначальном виде. Общество обратилось к ЮНЕСКО с просьбой включить Музейный остров в список объектов всемирного наследия, которым грозит потеря своего статуса, поскольку архитектурная концепция Чипперфилда, предусматривающая полную реконструкцию, является «формой культурного разрушения».
С 5 марта 2007 года берлинская инициатива «Народная петиция — спасите Музейный остров» (Volksbegehren — Rettet die Museumsinsel) собирала подписи для проведения референдума.
Сенату Берлина было предложено строго охранять целостность Музейного острова как объекта всемирного наследия и исключить любые изменения. Сенат пришёл к выводу, что проект интерьера и экстерьера Нового музея должен быть максимально приближен к первоначальным планам Штюлера. Однако эта инициатива встретила непонимание ведомств охраны памятников и застройщиков, которые посчитали, что модернизация с целью усиления охраны зданий от неожиданных повреждений и непогоды важнее, чем восстановление первоначального состояния. В частности, Фонд прусского культурного наследия (Stiftung Preußischer Kulturbesitz), владеющий картонами (эскизами) росписей Каульбаха для Большой лестницы, был обвинён в безответственности в отношении уникального музейного здания, поскольку не решился восстанавливать росписи.
Тем не менее, в 2011 году проект британского архитектора получил признание и Дэвид Чипперфилд вместе с архитектором-реставратором Джулианом Харрапом были удостоены премии Европейского Союза за современную архитектуру и немецкой архитектурной премии (Deutscher Architekturpreis).

## Современная экспозиция
На три надземных этажа музея можно попасть по монументальной открытой лестнице. На нижнем этаже размещены коллекции египетских фараонов, включая все три портрета царицы Нефертити, один из них самый знаменитый, сохранивший раскраску. Далее расположены экспозиции искусства первобытного мира и архаической Греции. Среди них — находки из шлимановской Трои и культуры киклад.

## Галерея
- Новый музей в Берлине. Главный фасад
- Разрез южного крыла здания с арочными железными конструкциями. Чертёж Ф. А. Штюлера. 1862
- Продольный разрез главной лестницы. Южная стена с росписями Каульбаха. Чертёж  1862 г.
- Зал Ниобид
- Южный купольный зал. Акварель 1862 г.
- Соединительная южная галерея со Старым музеем. Акварель 1862 г.